# 塔季扬娜·科纽霍娃
塔季扬娜·格奥尔基耶芙娜·科纽霍娃（俄语：Татьяна Георгиевна Конюхова，1931年11月12日—2024年4月2日），俄羅斯电影女演员。

## 生平
1931年生于塔什干。15岁那年，由于父亲的工作原因，全家搬到了拉脫維亞的波罗的海西岸。她在利耶帕亚读完中学。1949年搬到莫斯科，在全苏国立电影学院学习表演艺术，二年级时即出演电影。

## 主要参演
| 年份 | 电影                 | 饰演               |
| ---- | -------------------- | ------------------ |
| 1958 | 《蒂萨河上》         | 捷列吉娅           |
| 1967 | 《红军与白军》       | 伊丽莎白           |
| 1970 | 《我们中的一个》     | 内务人民委员部官员 |
| 1979 | 《莫斯科不相信眼泪》 | （客串）           |
| 1987 | 《狙击手》           | 尼基福罗娃         |